# Luciu
Luciu là một xã thuộc hạt Buzău, România. Dân số thời điểm năm 2002 là 2962 người.